# Karl Möring
Karl Möring (Mariahilf, 19 maggio 1810 – Vienna, 26 dicembre 1870) è stato un militare, pubblicista e politico austriaco.

## Biografia

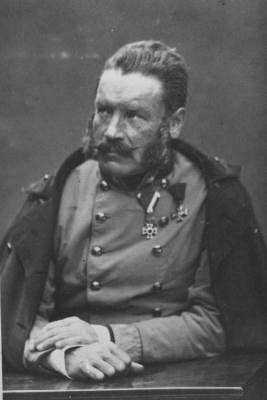
Karl Möring nel 1864

Figlio di un artigiano prussiano divenuto in seguito un industriale, compì gli studi presso l'Accademia di Ingegneria di Vienna. Nel 1829 entrò fu arruolato come sottotenente del Corpo militare degli Ingegneri, dove nel 1837 fu promosso a tenente. Nel 1840 partecipò alla spedizione militare britannica-turca-austriaca in Siria per combattere le forze egiziane del viceré Muhammad ʿAli Pascià. Dal 1841 al 1843 viaggiò in Inghilterra e Nordamerica.
Dal 1846, pur rimanendo all'interno del Genio militare di Vienna, iniziò a dedicarsi alla politica, pubblicando numerosi articoli e opuscoli: in politica estera sostenne il rafforzamento dell'Austria, mentre criticò vigorosamente la politica interna del governo Metternich. Tale attività gli costò quasi la carriere militare, dal momento che la legge militare dell'epoca vietava ogni attività politica. Nel 1847 diede alle stampe ad Amburgo i Sibyllinischen Büchern aus Österreich (Libri sibilillini sull'Austria) con cui descrisse senza riserve le condizioni di esistenza dell'Austria: tale opera contribuì alla caduta di Metternich.
Nel 1848 fu eletto al Parlamento di Francoforte, in cui prese parte principalmente ai lavori del Comitato Militare e del Comitato della Marina. Il governo provvisorio, nominato dall'Assemblea Nazionale nell'estate del 1848, conferì l'incarico di Commissario Imperiale a lui e a Daniel Friedrich Gottlob Teichert per riorganizzare la "Flotta di Amburgo" in una "Flotta Imperiale". Moering fu anche tra i sostenitori per realizzare il Canale di Kiel. per collegare il Mare del Nord con il Mar Baltico. Prima dello scioglimento del Parlamento di Francoforte, Möring tornò nell'esercito per combattere nell'Italia settentrionale sotto il Generale Radetzky durante la prima guerra d'indipendenza italiana.
Nel 1849 fu promosso a Maggiore e nominato Geniedirektor (Direttore del Genio militare) di Trieste.
Da allora fu per lungo tempo in servizio come capitano di fregata della Marina militare austriaca, sotto la guida dell'Ammiraglio danese Hans Birch Dahlerup che provvedette alla sua modernizzazione. Anche dopo il suo ritorno nell'esercito nel 1856 come Direttore di Fortezze, Möring si occupò di realizzare fortificazioni costiere e di tecnologia marina. Nel 1859 viene nominato barone e nel 1862 prestò servizio come comandante di brigata nell'VIII Corpo d'Armata in Italia.
Il 9 novembre 1864 incontrò per la prima volta, presso il Teatro Sociale di Padova, l'attrice Leontina Papà, diventandone suo ammiratore, amante segreto, confidente e sostenitore finanziario fino alla morte del barone stesso.
Nel 1866 prese parte alla terza guerra d'indipendenza italiana come Maggior Generale durante la battaglia di Custoza. L'11 agosto 1866 firmò l'armistizio di Cormons, che precedette la Pace di Vienna; in seguito fu incaricato di provvedere, quale commissario asburgico, alla consegna formale delle province venete e quella di Mantova al Regno d'Italia, avvenuta il 19 ottobre, pochi giorni prima del plebiscito del Veneto del 1866 del 21-22 ottobre.
Promosso a Luogotenente Feldmaresciallo, nel 1868 gli fu affidato l'incarico di Statthalter della Città Immediata dell'Impero di Trieste e di governatore del Litorale austriaco, fino alla morte avvenuta il 26 dicembre 1870.
Möring fu membro di numerose società scientifiche, come il Franklin Institute di Filadelfia e l'Accademia nazionale delle scienze a Washington, e fu nominato cittadino onorario di Pola.
Möring morì nel 1870 a Vienna, dove fu seppellito nel cimitero di Hietzing in una tomba monumentale (numero 80 del gruppo 4).
La città di Vienna rese omaggio al proprio concittadino nel 1894, riconoscendo le sue attività di soldato, scienziato e politico, dedicandogli una strada denominata Möringgasse, situata 15º distretto di Rudolfsheim-Fünfhaus.